# 牟俸
牟 俸（ぼう ほう、1420年 - 1483年）は、明代の官僚。字は公爵。本貫は重慶府巴県。

## 生涯
1451年（景泰2年）、進士に及第した。御史に任じられ、雲南を巡按した。南寧伯毛勝が金歯に駐屯していたが、牟俸はその不法放縦の罪を列挙した。1457年（天順元年）、福建僉事として出向した。成化初年、福建副使に進んだ。後に江西按察使に転じたが、その統治は厳しく激しいものであった。1471年（成化7年）7月、入朝して太僕寺卿となった。
1472年（成化8年）、牟俸は左僉都御史となり、山東を巡撫した。1473年（成化9年）、不作の年のため、済南府の官倉を開いて備蓄を安価に売却するよう請願した。飢饉が起こると、牟俸の請願が容れられて、臨清州の官倉の粟10万石を移送して振恤にあてるよう命じられた。牟俸はさらに東昌府・済寧州の官倉を開いて粟10万石あまりを軍士の月糧にあてるよう請願した。1474年（成化10年）、再び山東で飢饉が起こると、牟俸は官倉を開いて貸し付けをおこなうよう請願した。
1476年（成化12年）、牟俸は右副都御史となり、南畿を巡撫した。1478年（成化14年）、牟俸は議事のために北京に上京したが、陳鉞の誣告を受けて獄に下された。1479年（成化15年）、一兵士として鎮遠衛に流された。1483年（成化19年）9月、配所で死去した。享年は64。